# Гарт (округ, Кентуккі)
Шаблон:StateAbbr_ 37°17′ пн. ш. 85°53′ зх. д. / 37.29° пн. ш. 85.89° зх. д.
Округ  Гарт (англ. Hart County) — округ (графство) у штаті  Кентуккі, США. Ідентифікатор округу 21099.

## Історія
Округ утворений 1819 року.

## Демографія
За даними перепису 
2000 року 
загальне населення округу становило 17445 осіб, зокрема міського населення було 2230, а сільського — 15215.
Серед мешканців округу чоловіків було 8587, а жінок — 8858. В окрузі було 6769 домогосподарств, 4811 родин, які мешкали в 8045 будинках.
Середній розмір родини становив 3,05.
Віковий розподіл населення поданий у таблиці:
| Стать    | До 15 років | 15-21 | 22-29 | 30-39 | 40-49 | 50-65 | 65-85 | Понад 85 |
| -------- | ----------- | ----- | ----- | ----- | ----- | ----- | ----- | -------- |
| Чоловіки | 1943        | 855   | 824   | 1239  | 1291  | 1419  | 937   | 79       |
| Жінки    | 1745        | 851   | 823   | 1291  | 1258  | 1473  | 1239  | 178      |

## Суміжні округи
- Гардін — північ
- Леру — північний схід
- Ґрін — схід
- Меткаф — південний схід
- Беррен — південь
- Едмонсон — південний захід
- Ґрейсон — північний захід

## Виноски
1. ↑  U.S. Decennial Census. United States Census Bureau. Архів оригіналу за 12 травня 2015. Процитовано 16 серпня 2014.
2. ↑  Historical Census Browser. University of Virginia Library. Архів оригіналу за 11 серпня 2012. Процитовано 16 серпня 2014.
3. ↑  Population of Counties by Decennial Census: 1900 to 1990. United States Census Bureau. Архів оригіналу за 13 жовтня 2014. Процитовано 16 серпня 2014.
4. ↑  Census 2000 PHC-T-4. Ranking Tables for Counties: 1990 and 2000 (PDF). United States Census Bureau. Архів оригіналу (PDF) за 18 грудня 2014. Процитовано 16 серпня 2014.
5. ↑  State & County QuickFacts. United States Census Bureau. Архів оригіналу за 7 червня 2011. Процитовано 8 березня 2014.(англ.) Наведено за англійською вікіпедією.
6. ↑  QuickFacts. Hart County, Kentucky. United States Census Bureau. Архів оригіналу за 27 липня 2019. Процитовано 26 липня 2019.
7. ↑  American FactFinder. Бюро перепису населення США. Архів оригіналу за 21 травня 2008. Процитовано 31 січня 2008.

| США | Це незавершена стаття з географії США. Ви можете допомогти проєкту, виправивши або дописавши її. |